# Горски-Горен-Трымбеш
Горски-Горен-Трымбеш (болг. Горски Горен Тръмбеш) — село в Болгарии. Находится в Великотырновской области, входит в общину Горна-Оряховица. Население составляет 131 человек (2022).

## Политическая ситуация
Горски-Горен-Трымбеш подчиняется непосредственно общине и не имеет своего кмета.
Кмет (мэр) общины Горна-Оряховица — Йордан Стефанов Михтиев (Граждане за европейское развитие Болгарии (ГЕРБ)) по результатам выборов.